# Języczek beżowobrązowy
Języczek beżowobrązowy (Arrhenia philonotis (Lasch) Redhead, Lutzoni, Moncalvo & Vilgalys) – gatunek grzybów z rodziny wodnichowatych (Hygrophoraceae).

## Systematyka i nazewnictwo
Pozycja w klasyfikacji według Index Fungorum: Arrhenia, Hygrophoraceae, Agaricales, Agaricomycetidae, Agaricomycetes, Agaricomycotina, Basidiomycota, Fungi.
Po raz pierwszy gatunek ten opisał w 1828 r. Wilhelm Gottlob Lasch, nadając mu nazwę Agaricus philonotis. Później zaliczany był do różnych rodzajów. Obecną, uznaną przez Index Fungorum nazwę, nadali mu Scott Alan Redhead, François M. Lutzoni, Jean-Marc Moncalvo i Rytas J. Vilgalys w 2002 r.
Synonimy:
- Agaricus philonotis Lasch 1828
- Clitocybe philonotis (Lasch) Raithelh. 1973
- Omphalia philonotis (Lasch) Quél. 1872
- Omphalia tigrina var. philonotis (Lasch) Costantin & L.M. Dufour 1891
- Omphalina philonotis (Lasch) Quél. 1886[2].

W 2003 r. Władysław Wojewoda zaproponował polską nazwę pępówka beżowobrązowa dla naukowej nazwy Omphalina philonotis. Po przeniesieniu gatunku do rodzaju Arrhenia stała się ona niespójna z nazwą naukową. Komisja ds. Polskiego Nazewnictwa Grzybów Polskiego Towarzystwa Mykologicznego zarekomendowała używanie nazwy języczek beżowobrązowy w 2025 r.

## Morfologia
Kapelusz grzyba
Średnica 5–30 mm, początkowo pępkowaty z podwiniętym brzegiem, później rozpłaszczający się. Powierzchnia karbowana, prześwitująco prążkowana, gładka, często pokryta cienkimi, włóknistymi, przywartymi, płaskimi łuskami, których końce mogą być lekko uniesione w postaci rozproszonych cienkich włosków, gęstszych na środku, we wklęśnięciu. Występują wąskie, brązowe, promieniste pasma nad blaszkami, naprzemiennie z szerszymi, jasnobrązowymi pasmami; te ostatnie mogą z czasem ulec bruzdowaniu, nadając kapeluszowi wygląd promieniście żebrowany. Brzeg kapelusza z czasem ciemnieje.
Trzon
Wysokość 1–2,5 cm, grubość 2–5 mm, prosty, początkowo pełny, potem pusty. Powierzchnia drobno owłosiona, lśniąca, brązowa z rzadkimi białymi włókienkami grzybni u podstawy.
Blaszki
Dość rzadkie o gładkich ostrzach, głęboko zbiegające, z 3–5 małymi blaszkami pośrednimi, w dojrzałych okazach mogą się między blaszkami tworzyć anastomozy, natomiast rozwidlenia blaszek zdarzają się bardzo rzadko. Blaszki mają jasnobrązowy kolor, w dojrzałych okazach ciemniejszy brzeg.
Miąższ
Białawy, cienki, bez wyraźnego zapachu i smaku.
Cechy mikroskopowe
Strzępki skórki cienkościenne, o szerokości 2,0–11,0 μm, szkliste do brązowawych, z umiarkowanie inkrustowanym brązowym pigmentem, powierzchowne warstwy tworzą małe płytki na powierzchni komórki. Sprzążki są we wszystkich strzępkach. Podstawki 29,6 (23,3–35,2) × 7,8 (6,1–10,2) μm, przeważnie czterozarodnikowe, rzadko dwuzarodnikowe, maczugowate, szkliste. Brak cystyd, ale końcowe komórki strzępek wystają z trzonu jako małe włosy Zarodniki 6,6–10,9 × 4,2–7,7 μm, Q = 1,2–2,1, śr. 1,6, czopkowate lub elipsoidalne, z jednolitą zawartością.
Gatunki podobne
Owocniki Arrhenia philonotis podobne są do owocników innych gatunków Arrhenia o łuskowatych kapeluszach, ale można je łatwo odróżnić po wyraźnie gładkich kapeluszach o nieco większej średnicy i jasnym kolorze przechodzącym bardziej w szarobrązowy. Od Arrhenia telmatiaea odróżnia się jaśniejszym odcieniem, a od pępówek (rodzaj Omphalina) bardziej szarawymi niż czerwonawo-brązowymi odcieniami i szerszymi zarodnikami.

## Występowanie i siedlisko
Najwięcej stanowisk języczka beżowobrązowego podano w Europie. Poza nią gatunek ten występuje w Ameryce Północnej i azjatyckiej części Rosji. W Polsce do 2003 r. znane były tylko dwa stanowiska (Tatrzański Park Narodowy 1962 i Kotlina Orawska 1973). Znajduje się na Czerwonej liście roślin i grzybów Polski. Ma status E – gatunek wymierający, którego przeżycie jest mało prawdopodobne, jeśli nadal będą działać czynniki zagrożenia.
Naziemny grzyb saprotroficzny. Występuje na wrzosowiskach, torfowiskach. Związany jest z różnymi roślinami wrzosowatymi, takimi jak żurawina błotna (Vaccinium oxycoccos), żurawina wielkoowocowa (Vaccinium macrocarpon), malina moroszka (Rubus chamaemorus), bażyna czarna (Empetrum nigrum), modrzewnica pospolita (Andromeda polifolia), trzciny i trawy. Owocniki tworzy głównie od czerwca do września, najliczniej w sierpniu.